# 圣让弗鲁瓦芒泰勒
圣让弗鲁瓦芒泰勒（法語：Saint-Jean-Froidmentel，法語發音：[sɛ̃ ʒɑ̃ fʁwamɑ̃tɛl]）是法国卢瓦-谢尔省的一个市镇，属于旺多姆区。

## 地理
圣让弗鲁瓦芒泰勒（47°57'24"N, 1°14'23"E）面积17.2 平方千米，位于法国中央-卢瓦尔河谷大区卢瓦-谢尔省，该省份为法国中北部省份，北起厄尔-卢瓦省，东北接卢瓦雷省，东南接谢尔省，南至安德尔省，西南接安德尔-卢瓦尔省，西北接萨尔特省。
与圣让弗鲁瓦芒泰勒接壤的市镇（或旧市镇、城区）包括：布雷万维尔、方丹拉乌勒、圣伊莱尔-拉格拉韦勒、维勒布、克卢瓦三河镇。

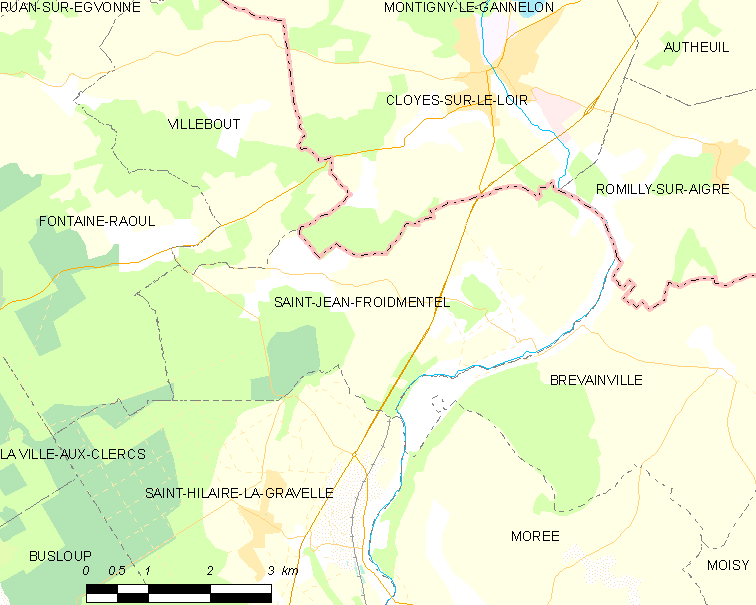
圣让弗鲁瓦芒泰勒的OSM定位图

圣让弗鲁瓦芒泰勒的时区为UTC+01:00、UTC+02:00（夏令时）。

## 行政
圣让弗鲁瓦芒泰勒的邮政编码为41160，INSEE市镇编码为41216。

## 政治
圣让弗鲁瓦芒泰勒所属的省级选区为佩尔什县。

## 人口

1962-2008年间圣让弗鲁瓦芒泰勒人口变化图示

圣让弗鲁瓦芒泰勒于2022年1月1日时的人口数量为507人。